# Luis Née

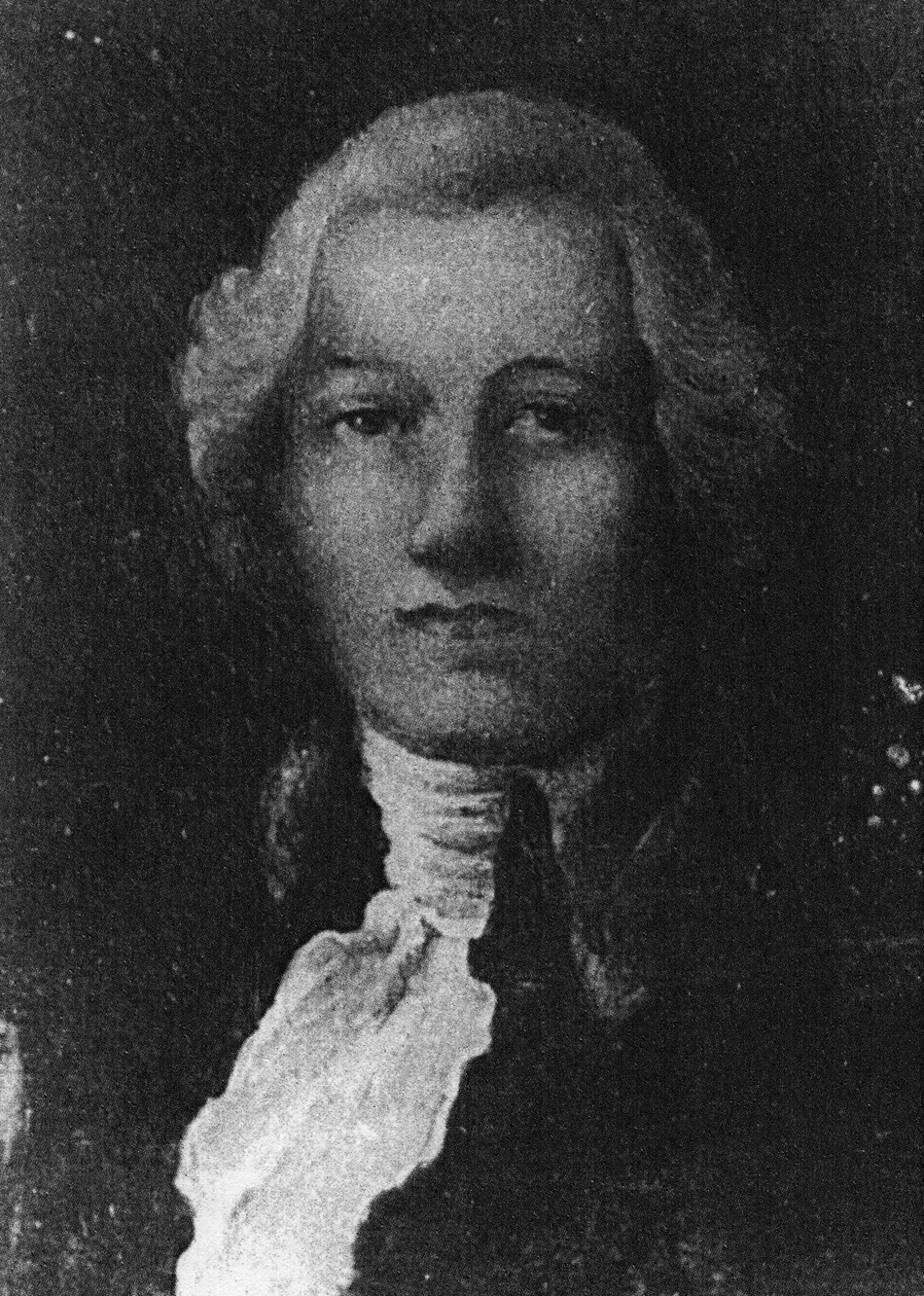
Luis Née

Luis Née (* um 1734 in Perray bei Rambouillet; † 5. Oktober 1807 in Madrid) war ein in Frankreich geborener Botaniker, der die meiste Zeit in Spanien lebte und arbeitete und von 1789 bis 1794 an der Expedition von Alessandro Malaspina di Mulazzo teilnahm.

## Leben vor der Malaspina-Expedition
Vor der Teilnahme an der Expedition hat Née bereits sehr intensive botanische Forschung in Südspanien betrieben und diese Erfahrungen führten wahrscheinlich dazu, dass er ausgewählt wurde, an der Expedition teilzunehmen. 1784 wurde er mit der Anlage eines botanischen Gartens in Pamplona beauftragt. Von 1785 bis 1786 hat Née weitere botanische Studien in Navarra durchgeführt und etwa 1.200 Proben gesammelt, die an den Real Jardín Botánico de Madrid gesandt wurden. Am 4. Februar 1789 erhielt Née von König Karl IV. den Auftrag, als Botaniker an der geplanten Malaspina-Expedition teilzunehmen.

## Die Malaspina-Expedition
Née hat als einer von drei Naturwissenschaftlern zusammen mit Antonio de Pineda und Thaddäus Haenke an der Expedition von Malaspina von 1789 bis 1794 teilgenommen. Mit 55 Jahren zu Beginn der Expedition war er der älteste der drei teilnehmenden Naturwissenschaftler. Née hat im Verlauf der Expedition schätzungsweise 12.000 Pflanzenexemplare gesammelt. Haenke und Née scheinen während der Expedition kaum zusammengearbeitet zu haben und eher in Konkurrenz zueinander gestanden zu haben.

## Leben nach der Expedition
Nach seiner Rückkehr nach Spanien bemühte sich Née, seine Sammlungen zu ordnen und zu beschreiben. Er wurde dabei von Antonio José Cavanilles, dem Direktor des Botanischen Gartens in Madrid, unter Druck gesetzt, seine Sammlungen ihm zugänglich zu machen, um diese Arbeit zu beschleunigen. Aus dem zunächst angespannten Verhältnis der beiden Botaniker scheint sich ein freundschaftliches Verhältnis entwickelt zu haben. Über den Rest seines Lebens ist wenig bekannt. Angeblich kehrte er später nach Frankreich zurück.

## Von Née beschriebene Arten
Der International Plant Names Index führt 25 Arten von Née beschriebe Arten, davon 23 aus der Familie der Buchengewächse (Fagaceae) und jeweils eine aus der Familie der Lippenblütler (Lamiaceae) und Bananengewächse (Musaceae):
- Buchengewächse (Fagaceae):
  - Quercus acutifolia
  - Quercus agrifolia
  - Quercus candicans
  - Quercus castanea
  - Quercus circinata
  - Quercus diversifolia
  - Quercus elliptica
  - Quercus flava
  - Quercus lobata
  - Quercus lobata subsp. turbinata
  - Quercus lobata subsp. walteri
  - Quercus lutea
  - Quercus macrophylla
  - Quercus macrophylla var. rugosa
  - Quercus magnoliifolia
  - Quercus magnoliifolia var. lutea
  - Quercus microphylla
  - Quercus peduncularis
  - Quercus pedunculata
  - Quercus rugosa
  - Quercus salicifolia
  - Quercus splendens
  - Quercus tomentosa var. diversifolia

- Lippenblütler (Lamiaceae):
  - Salvia grandiflora

- Bananengewächse (Musaceae):
  - Musa textilis

## Ehrungen
Nach Née benannt sind die Pflanzengattungen Neea Ruiz & Pav. und Neeopsis Lundell aus der Familie der Wunderblumengewächse (Nyctaginaceae).